# Limnocythere verrucosa
Limnocythere verrucosa är en kräftdjursart som beskrevs av Clarence Clayton Hoff 1942. Limnocythere verrucosa ingår i släktet Limnocythere och familjen Limnocytheridae. Inga underarter finns listade i Catalogue of Life.